# Adelobotrys scandens
Adelobotrys scandens är en tvåhjärtbladig växtart som först beskrevs av Jean Baptiste Christophe Fusée Aublet, och fick sitt nu gällande namn av Dc.. Adelobotrys scandens ingår i släktet Adelobotrys och familjen Melastomataceae. Inga underarter finns listade i Catalogue of Life.